# Brickleberry
Brickleberry è una sitcom animata statunitense del 2012, creata da Roger Black e Waco O'Guin.
La serie racconta le avventure quotidiane di un gruppo di ranger nel fittizio Brickleberry National Park.
La serie è stata trasmessa per la prima volta negli Stati Uniti su Comedy Central dal 25 settembre 2012 al 14 aprile 2015, per un totale di 36 episodi ripartiti su tre stagioni. In Italia è stata trasmessa su Fox Animation e Fox dal 16 dicembre 2013 al 7 aprile 2019..

## Trama
Brickleberry racconta le bizzarre avventure quotidiane di un gruppo di ranger del fantomatico Parco Nazionale di Brickleberry, che lavorano a stretto contatto con la natura e con gli animali che ne fanno parte. Il parco è famoso per essere il peggior parco nazionale d'America. Per colpa dell'incapacità dei ranger nel mantenerlo infatti possiede il numero di morti più alto tra i visitatori, finisce spesso distrutto e la salvaguardia degli animali e della natura è minima. Il gruppo è formato dall'ingenuo, incapace e spocchioso Steve; il perdigiorno afroamericano Denzel, affetto da gerontofilia e da tossicodipendenza; l'omosessuale, forzuta, corpulenta e ripugnante Connie; la disinibita e alcolizzata Ethel e il capo ranger Woody, un uomo volgare e avaro con un passato da criminale di guerra e pornostar, che nutre affetto solo per Malloy, un dispotico, viziato e cinico cucciolo di grizzly parlante, sempre pronto a schernire e a sfruttare il prossimo. Il parco è abitato anche da una comunità di bifolchi, da una tribù di nativi americani e dal dr. Kuzniak, un medico che opera nel parco, nonostante sia totalmente privo di competenza. I protagonisti si trovano sempre in situazioni assurde e inverosimili (a volte causate dai ranger stessi) e che spesso causano la morte di svariate persone e la distruzione del parco.

## Episodi
| Stagione         | Episodi | Prima TV USA | Prima TV Italia |
| ---------------- | ------- | ------------ | --------------- |
| Prima stagione   | 10      | 2012         | 2013            |
| Seconda stagione | 13      | 2013         | 2013-2014       |
| Terza stagione   | 13      | 2014-2015    | 2014-2019       |

## Personaggi
- Steve Williams: ranger incompetente, presuntuoso e incapace  che vive nel perenne ricordo del padre, a suo credere "il miglior ranger mai vissuto". Prende fin troppo sul serio il proprio lavoro, tentando in tutti i modi di aggiudicarsi il titolo di "ranger del mese", e il più delle volte riesce solo a combinare guai. A causa di un avanzato stato di calvizie indossa un parrucchino ed è il migliore amico di Denzel Jackson, con cui condivide la sua passione per Il Signore degli Anelli, ma non la fissa che Steve nutre verso Viggo Mortensen.
- Woodrow "Woody" Johnson: anziano capo-ranger del parco: detestabile, violento, razzista e a tratti psicopatico nonché misogino, non ha molti scrupoli e non si interessa molto dei suoi sottoposti, molto spesso maltrattandoli. Ha il vizio del gioco ed è un ultra-conservatore con trascorsi da militare durante il quale si macchiò di diversi crimini di guerra. Appare come un uomo sovrappeso con grandi baffi. Era collega del padre di Steve quando questi scomparve. In una puntata si scopre che, prima di diventare un ranger, lavorava come pornodivo con lo pseudonimo Rex Erection. Era in un corpo militare speciale chiamato "Teschi Rossi" per il tatuaggio di un teschio sul corpo. Pur se si dimostra costantemente intimidatorio con i ranger si fa sempre mettere i piedi in testa da Malloy. Successivamente si scopre che Woody ha bisogno di Malloy perché esso gli funge da anti-stress mentale. Nel caso Malloy manchi, a Woody riemergono le tendenze psicopatiche di quando era nell'esercito. La causa della sua psicopatia può essere sua madre Anita Johnson, una donna crudele che non ha saputo crescerlo dignitosamente, infatti maltrattava Woody frequentemente. È il cugino di Randall Crawford con cui condivide molte caratteristiche, tra cui lo stesso doppiatore originale.
- Ethel Anderson: ragazza ingenua e attraente, è stata trasferita da Yellowstone a Brickleberry per essersi ubriacata durante il lavoro. È l'unica dei ranger veramente esperta e competente di animali e della natura e nonostante faccia del suo meglio per trattare sempre gentilmente i suoi colleghi, la deridono a causa del suo temperamento libertino. Il suo atteggiamento ingenuo la porta spesso verso relazioni poco raccomandabili ed ha problemi nel reggere l'alcol.
- Denzel Jackson: incarna lo stereotipo dell'afro-americano con la fissa del razzismo, nonostante i privilegi di cui gode sul lavoro, pur essendo un lavoratore inetto e lavativo. Paradossalmente è terrorizzato da insetti, serpenti e da quasi tutto ciò che popola i boschi. È gerontofilo ed anche un amante della Marijuana, di cui è assiduo consumatore. La sua famiglia ha un passato storico come poliziotti, tutti uccisi in azione, lui però non ha intrapreso quella strada per codardia.
- Connie Cunaman: donna lesbica (anche se in alcuni casi ha un comportamento più bisessuale) con un forte accento maschile e un corpo massiccio, segretamente innamorata di Ethel. Grazie alla forza sovrumana causata dall'abuso di steroidi in giovane età, è capace di sollevare oggetti pesantissimi come rocce, alberi e persino automobili. Sebbene sia comprensiva e altruista viene spesso schernita a causa del suo aspetto. I suoi genitori l'hanno rinnegata quando hanno scoperto la sua omosessualità, rimpiazzandola con un San Bernardo e tagliandola via da tutte le foto di famiglia. Prima di lavorare a Brickleberry si addestrò per diventare Navy Seal, ma il suo istruttore Kirk Sanders, scoprendo la sua debolezza per il cibo, la fece ingrassare per bocciarla, portandola alla depressione, però dopo che Kirk torna a Brickleberry Connie lo uccide involontariamente. Connie possiede un'alterego malvagio di se stessa, quando spesso si riflette, e che la incita spesso ad uccidere chi vuole prendersi Ethel.
- Malloy: è la mascotte del parco; esternamente un piccolo orsetto adorabile, ma in realtà infido, misantropo, viziato, volgare e irrispettoso. È un cucciolo di grizzly adottato da Woody dopo che Steve ha investito ed ucciso i suoi genitori. In seguito si verrà a sapere che è un esemplare di "Ursus Loquacis", una rarissima specie di orso di cui Malloy è l'ultimo esemplare. Soffre di un forte complesso di superiorità e si diverte quotidianamente a mettere scompiglio nella vita dei ranger, specialmente in quella di Steve verso cui prova un astio morboso che sfocia spesso in insulti e maltrattamenti fisici.

### Personaggi secondari
- Bobby Possumcods: è il membro capo di una comunità redneck che vive all'interno del parco. Ha un aspetto trasandato con barba incolta e i capelli neri. È sovrappeso ed indossa una canottiera sudicia con jeans, occhiali da sole e cappello con bandiera confederata. Non è molto intelligente e si ubriaca frequentemente causando spesso guai ai ranger. Dimostra numerose volte di essere uno zoofilo (nel primo episodio stupra Malloy); è anche un neoconfederato e vive in una roulotte.
- BoDean: cognato e migliore amico di Bobby. È affetto da strabismo, è logorroico e acculturato, pertanto non viene capito dagli altri redneck che lo ritengono un idiota, invece ha una notevole intelligenza.
- Jim Petardo: venditore di fuochi d'artificio illegali, ha gambe e braccia mozzati a causa di un incidente sul lavoro. Egli vive in una camper con la sua grottesca e rozza moglie con la quale ha un rapporto strano (infatti litigano spesso e poi fanno direttamente sesso).
- Larry il senzatetto: un barbone schizofrenico e alcolista che vive nel parco di Brickleberry. In un episodio Malloy prende Larry come suo animale domestico e in un altro prende parte all'equipaggio del "Pirata Steve", dove dichiara che ha "stuprato una lattina di fagioli".
- Dr. Kuzniak: è il medico locale, incline alla medicina sperimentale, propone spesso strani metodi medicamentosi ai suoi pazienti, nonostante dimostri di essere irresponsabile e con una scarsa conoscenza medica.
- Jorge: proprietario di uno squallido strip club nella cittadina a ridosso del parco: è un uomo immorale e depravato. Inoltre, alcune ragazze del suo club sono transessuali.
- Flamey: una mascotte con costume da orso che insegna ai bambini come combattere gli incendi boschivi ed è l'idolo di Steve fin da piccolo. In apparenza gentile, altruista e responsabile, si dimostra il contrario: alcolista, insensibile e tossicodipendente, andando a letto con Ethel sapendo che Steve ne è innamorato. Muore a causa di un infarto. Nei suoi ultimi momenti rivela a Steve di aver fatto sesso con sua madre il giorno in cui Steve cercò di farsi firmare l'autografo da lui.
- Amber: una ragazza molto attraente che entra a far parte dei ranger di Brickleberry. Non è molto intelligente e dà pillole antidepressive agli animali orfani. Finisce orribilmente sfigurata nel tentativo eroico di salvare gli animali da un incendio, motivo per il quale viene isolata e messa di vedetta fino a data da destinarsi.
- Sindaco: sindaco della cittadina che diventa amico di Woody, soltanto per mettere le mani sul suo parco che vince dopo una scorretta partita a carte, ma poi alla fine perderà il controllo su Brickleberry, oltre ad essere un disonesto giocatore di carte è anche un uomo ignobile, corrotto e ossessionato dal crack. Il motivo per cui ha voluto possedere il parco di Woody è per coltivare l' "hobby" della caccia grossa. Il suo nome è Todd Ford ed è una parodia di Rob Ford.

## Doppiatori
| Personaggio                                     | Doppiatore                                        | Doppiatore italiano  |
| ----------------------------------------------- | ------------------------------------------------- | -------------------- |
| Steve Williams                                  | David Herman                                      | Riccardo Scarafoni   |
| Ethel Anderson                                  | Kaitlin Olson (ep. 1-5) Natasha Leggero (ep.6-36) | Chiara Gioncardi     |
| Woodrow "Woody" Johnson                         | F. Murray Abraham                                 | Bruno Alessandro     |
| Denzel Jackson                                  | Jerry Minor                                       | Alessandro Quarta    |
| Connie Cunaman                                  | Roger Black                                       | Mino Caprio          |
| Malloy                                          | Daniel Tosh                                       | Alessio Cigliano     |
| Waldren Piccolo Piccino (direttore del carcere) | Tom Kenny                                         | Roberto Stocchi      |
| Anita Johnson (madre di Woody)                  | Janell Cox                                        | Ludovica Modugno     |
| Madre di Connie                                 | ?                                                 | Claudia Razzi        |
| Proprietario dei "fenomeni da baraccone "       | ?                                                 | Gerolamo Alchieri    |
| Bobby Possumcats                                | Waco O'Guin                                       | Nicola Braile        |
| BoDean                                          | Roger Black                                       | Stefano Santerini    |
| Jorge                                           | David Herman                                      | Massimo Milazzo      |
| Amico di Denzel/Membro del gruppo omofobo       | ?                                                 | Nanni Baldini        |
| Duke il Cazzone                                 | ?                                                 | Stefano Alessandroni |
| Militare (capo della base segreta)              | ?                                                 | Saverio Indrio       |
| Capo delle mucche                               | ?                                                 | Massimo Corvo        |
| Ragazzino snob                                  | ?                                                 | Francesco Pezzulli   |
| Il milionario                                   | ?                                                 | Carlo Valli          |
| Dott. Kurt Thoreau                              | Maurice LaMarche                                  | Sergio Lucchetti     |
| Astral                                          | Grey DeLisle-Griffin                              | Alessia Amendola     |
| Amber                                           | Tara Strong                                       | Domitilla D'Amico    |
| Dott. Kuzniak                                   | Tom Kenny                                         | Roberto Certoma'     |
| Tammy Jane                                      | Grey DeLisle-Griffin                              | Francesca Manicone   |